# Palmerton-Klasse
Die Palmerton-Klasse oder Typ PK116 ist eine Baureihe von sechs Mehrzweck-Schwergutfrachter der Bremer Reederei Harren & Partner.

## Einzelheiten
Der Schiffsentwurf entstand im norwegischen Konstruktionsbüro Polarkonsult. Es war die 116te Konstruktion von Polarkonsult, woraus sich die Typbezeichnung PK116 ableitet. Die von Harren & Partner bestellten Schiffe wurden in den Jahren 2008 und 2010 von der chinesischen Werft Taizhou Kouan in Taizhou gebaut und abgeliefert. Alle Schiffe wurden vom Germanischen Lloyd klassifiziert und langfristig an das dänisch-deutsche Joint Venture CombiLift verchartert. Einige Einheiten fuhren zwischenzeitlich in Charter des koreanischen Konzerns Hyundai. Eingesetzt werden die Schiffe in der weltweiten Trampschifffahrt.
Neben Schwergut können auch bis zu 596 Standardcontainer an Bord genommen werden. Außerdem kann Schüttgut geladen werden.
Der Schiffstyp verfügt über einen einzelnen 90 Meter langen Laderaum. Er hat eine Tragfähigkeit von rund 10.000 Tonnen und ist mit zwei 450-Tonnen-Kränen des Herstellers Liebherr ausgerüstet, die im Tandembetrieb bis zu 900 Tonnen heben.
Die Tankdecke, der Boden des circa 16.500 m³ großen Laderaums, kann mit bis zu 16 t/m² belastet werden. Die verstellbaren Zwischendecks ermöglichen eine variable Laderaumzusammenstellung und somit eine flexiblere Beladung.
Der Schiffsantrieb besteht jeweils aus einem MAN 6L48/60B Motor, dessen Leistung von 7200 kW auf einen Verstellpropeller wirkt und eine Geschwindigkeit von rund 16 Knoten ermöglicht. Die An- und Ablegemanöver werden durch ein Bugstrahlruder unterstützt.

## Die Schiffe
| Schiffsname | Baunummer | IMO-Nummer | Indienststellung | Umbenennungen und Verbleib                          |
| ----------- | --------- | ---------- | ---------------- | --------------------------------------------------- |
| Palmerton   | TK0301    | 9501863    | 2009             | 2019 Caroline                                       |
| Palabora    | TK0302    | 9501875    | 2010             | 2019 Hilke                                          |
| Palembang   | TK0303    | 9501887    | 2010             | 2018 Anna                                           |
| Palau       | TK0304    | 9501899    | 2010             | 2018 Imke                                           |
| Palanpur    | TK0305    | 9505510    | 2010             | 2010 Hyundai Phoenix, 2012 Palanpur, 2014 Amoenitas |
| Palmarola   | TK0306    | 9512381    | 2010             | 2010 Hyundai Pegasus, 2012 Palmarola, 2013 Calypso  |